# Allium amethystinum
Allium amethystinum là một loài thực vật có hoa trong họ Amaryllidaceae. Loài này được Tausch mô tả khoa học đầu tiên năm 1828.